# Vranjina (ort)
Vranjina är en ort i Montenegro. Den ligger i den södra delen av landet. Vranjina ligger 11 meter över havet och antalet invånare är 244.
Terrängen runt Vranjina är varierad. Närmaste större samhälle är Tuzi, 18,9 km nordost om Vranjina. I omgivningarna runt Vranjina finns i huvudsak gräsmarker och blandskog. Intill orten ligger ett dagbrott.